# وسیلیوکا، آذربایجان
وسیلیوکا، آذربایجان (به لاتین: Vasilyevka, Azerbaijan) یک منطقهٔ مسکونی در جمهوری آذربایجان است که در شهرستان خاچماز واقع شده است.